# Schiesser (onderneming)
Schiesser AG is een Duitse ondergoedproducent. Het bedrijf werd in 1875 opgericht in Radolfzell am Bodensee door de Zwitserse ondernemer Jacques Schiesser. Het is sinds 2011 een dochterbedrijf van het Israëlische Delta Galil Industries.

## Omschrijving
Schiesser produceert zowel heren- als damesondergoed en biedt ook zwemkleding, nacht- en huiskleding en een beperkt gamma bovenkleding aan. Huidige productlijnen zijn Schiesser (het hoofdmerk), Schiesser 95/5 (met 95% katoen en 5% elastaan), Schiesser Revival (exclusief en retro) en Schiesser Aqua (zwemkleding). Daarnaast produceert het bedrijf ook de onderkleding van het merk Seidensticker.